# Flughafen Porto Velho

i8
i11
i13
Der Flughafen Porto Velho  (portugiesisch: Aeroporto Internacional de Porto Velho – Governador Jorge Teixeira de Oliveira; IATA-Code: PVH, ICAO-Code: SBPV) ist ein öffentlicher Flughafen 7 km von Porto Velho, Rondônia, Brasilien entfernt.
Daneben dient er auch als Militärflugplatz; dieser Teil des Flughafens wird von den Luftstreitkräften, der Força Aérea Brasileira (FAB), als Base Aérea de Porto Velho bezeichnet.

## Flughafendaten
Der Flughafen hat eine Asphaltpiste mit 2400 m Länge und 45 m Breite, liegt auf einer Seehöhe von 45 m.

## Geschichte
Am 16. April 1969 wurde der Belmont Airport, wie der örtliche Flugplatz genannt wurde, in der Hauptstadt Rondônias, Porto Velho, nahe dem Stadtzentrum offiziell eröffnet. In den frühen 1970er Jahren verfügte der Flughafen über eine Start- und Landebahn, Flugwerften, einen Check-in und eine Baustelle für die Flughafenkommission des Amazonas – Comara.
Mit dem Ziel der Internalisierung und Stärkung der brasilianischen Luftwaffe (FAB) zur Verteidigung der Amazonasgrenzen wurde im Mai 1983 der Luftwaffenstützpunkt Porto Velho gegründet und im Oktober 1984 mit nur einem Flugzeug eröffnet. Anschließend trafen neue Flugzeuge auf dem Stützpunkt ein und erweiterten die Unterstützung für die Armee, die an der Grenze zwischen Brasilien und Bolivien operiert. Im Jahr 2002 begannen im Rahmen einer Partnerschaft zwischen der Bundesregierung und der Regierung von Rondônia die Arbeiten am Flughafen, der international wurde.
Im selben Jahr erhielt der Flughafen seinen offiziellen Namen: Internationaler Flughafen Porto Velho – Gouverneur Jorge Teixeira de Oliveira, zu Ehren des Politikers, der mutig für die Umwandlung Rondônias in einen Staat kämpfte.
Im Jahr 2011 wurden wichtige Arbeiten durchgeführt, wie die Renovierung des Passagierterminals, die Sanierung und Anpassung der Abflug- und Ankunftshallen, des Food-Courts, und unter anderem im Check-in-Bereich. Am 10. November 2014 wurde die neue Brandschutzabteilung (SCI) mit einer bebauten Fläche von 5.200 m² eingeweiht, wovon 651 m² ausschließlich zur Unterbringung der am Flughafen verfügbaren Löschfahrzeuge genutzt wurden.
Am 7. April 2021 ersteigerte Vinci Airports Group die Betreiberkonzession für die nächsten 30 Jahre. Der Flughafen war zuvor von  Infraero betrieben worden.

## Militärische Nutzung
Der militärische Bereich befindet sich nordwestlich der Start- und Landebahn. Er untersteht dem 7. fliegerischen Regionalkommando, Setimo Comando Aéreo Regional (VII COMAR). Hier sind eine Esquadrão A-29A/B sowie einige C-98 stationiert.

## Zivile Nutzung
Im Jahr 2022 wurden 746.000  Passagiere transportiert und 14.394 Flugbewegungen wurden durchgeführt.
Gol Linhas Aéreas, LATAM Airlines Brasil, Azul Linhas Aéreas und RIMA – Rio Madeira Aerotáxi sind die wichtigsten Fluggesellschaften, ⁣⁣die den Flughafen bedienen.